# Volksbank Jerichower Land
Die Volksbank Jerichower Land eG ist eine Genossenschaftsbank mit Sitz in der sachsen-anhaltischen Kreisstadt Burg im Landkreis Jerichower Land.

## Geschichte
Die heutige Volksbank Jerichower Land eG wurde am 22. Juli 1861 gegründet und entstand im Jahr 2004 durch die Fusion der Volks- und Raiffeisenbank Burg eG mit dem Sitz in Burg mit der Volksbank Genthin eG mit dem Sitz in Genthin. Im Jahr 1992 entstand die Volks- und Raiffeisenbank Burg eG durch die Fusion der Volksbank Burg eG mit der Raiffeisenbank Burg eG. Im gleichen Jahr fusionierten die Raiffeisenbank eG Genthin und die Volksbank Genthin-Tucheim eG zur späteren Volksbank Genthin eG.
Eine für das Jahr 2024 geplante Fusion mit der Volksbank Börde-Bernburg eG mit dem Sitz in Bernburg (Saale) kam nicht zustande.

## Rechtsverhältnisse
Die Volksbank Jerichower Land eG ist im Genossenschaftsregister beim Amtsgericht Stendal unter GnR 48 eingetragen.

## Organisationsstruktur
Rechtsgrundlagen sind das Genossenschaftsgesetz und die durch die Generalversammlung beschlossene Satzung. Organe der Bank sind der Vorstand, der Aufsichtsrat und die Generalversammlung.

## Sicherungseinrichtung
Die Volksbank Jerichower Land eG ist der amtlich anerkannten Sicherungseinrichtung des Bundesverbandes der Deutschen Volksbanken und Raiffeisenbanken GmbH und der zusätzlichen freiwilligen Sicherungseinrichtung des Bundesverbandes der Deutschen Volksbanken und Raiffeisenbanken e.V. angeschlossen.

## Geschäftsausrichtung
Die Volksbank Jerichower Land eG betreibt das Universalbankgeschäft. Im Verbundgeschäft arbeitet sie mit der DZ Bank, R+V Versicherung, Bausparkasse Schwäbisch Hall, Teambank, VR Leasing,  DZ Hyp und der Union Investment zusammen.

## Geschäftsgebiet
Das Geschäftsgebiet liegt im Landkreis Jerichower Land.
An diesen Orten betreibt die Bank Filialen:
- Burg (Hauptstelle, jur. Sitz + 1 weitere Geschäftsstelle)
- Genthin (2 Geschäftsstellen)
- Biederitz (2 Geschäftsstellen)
- Gommern (Geschäftsstelle)
- Möckern (Geschäftsstelle)
- Elbe-Parey (SB-Geschäftsstelle)
- Jerichow (2 Geschäftsstellen)